# Incidente
Un incidente indica ad un fatto che viene improvvisamente a interrompere il procedere regolare di un'azione; più precisamente si tratta di un fatto imprevedibile, che ha gravi conseguenze e non a carattere intenzionale.

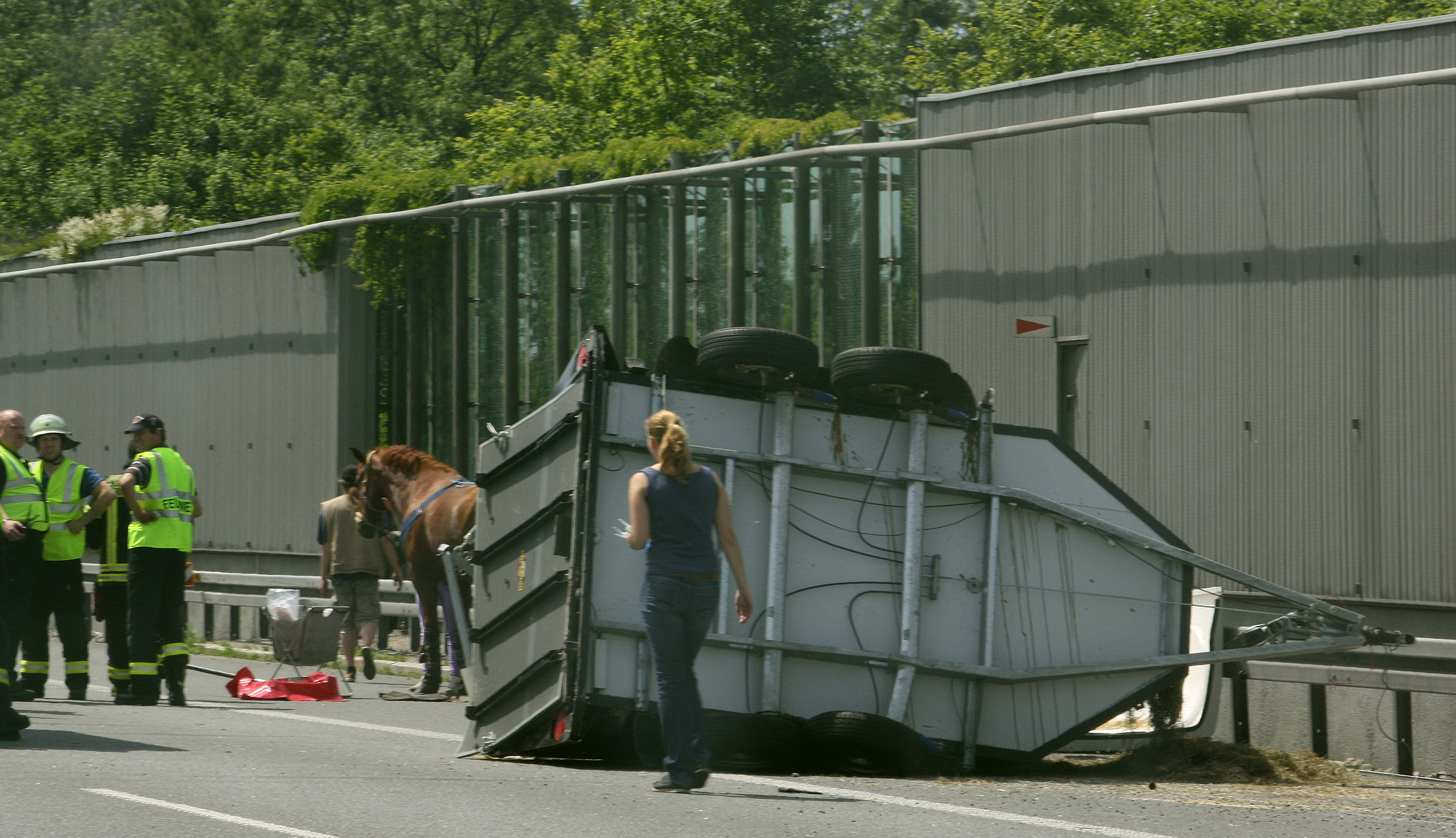
Incidente sulla strada

## Etimologia
L'etimologia della parola va ricercata nel latino incidens, participio presente del verbo incidere "accadere, sopravvenire".

## Significati
Il termine è comunemente usato come equivalente di incidente fisico per indicare infortunio, disgrazia, sinistro (es: incidente domestico, incidente stradale, incidente aereo, incidente marittimo).
Può altresì indicare un incidente di percorso, cioè un evento o fatto casuale che, pur costituendo un momento negativo, una battuta d'arresto o un temporaneo ostacolo, sostanzialmente non cambia il regolare progresso di un'attività intrapresa.
L'incidente si colloca quindi come gravità tra il fatto accessorio o incidentale (in inglese incident) un evento casuale che turba il corso degli avvenimenti (non necessariamente in modo negativo, inclusi guasti e avarie di modesta rilevanza) e la catastrofe.
È altresì usato per indicare una disputa sorta inaspettatamente, durante una discussione, su un argomento secondario rispetto alla questione principale, oppure può riferirsi ad un deterioramento dei normali rapporti diplomatici tra due nazioni (incidente diplomatico).
Viene utilizzato talvolta per definire scontri fisici, tafferugli e problemi di ordine pubblico in generale. In giurisprudenza il termine è stato impiegato per l'incidente probatorio. Per analogie e differenze, si veda anche la voce sinistro in senso assicurativo.